# Autriche aux Jeux olympiques d'hiver de 2010
Cet article contient des informations sur la participation et les résultats de l'Autriche aux Jeux olympiques d'hiver de 2010 à Vancouver au Canada. Elle était représentée par 81 athlètes.

## Cérémonies d'ouverture et de clôture

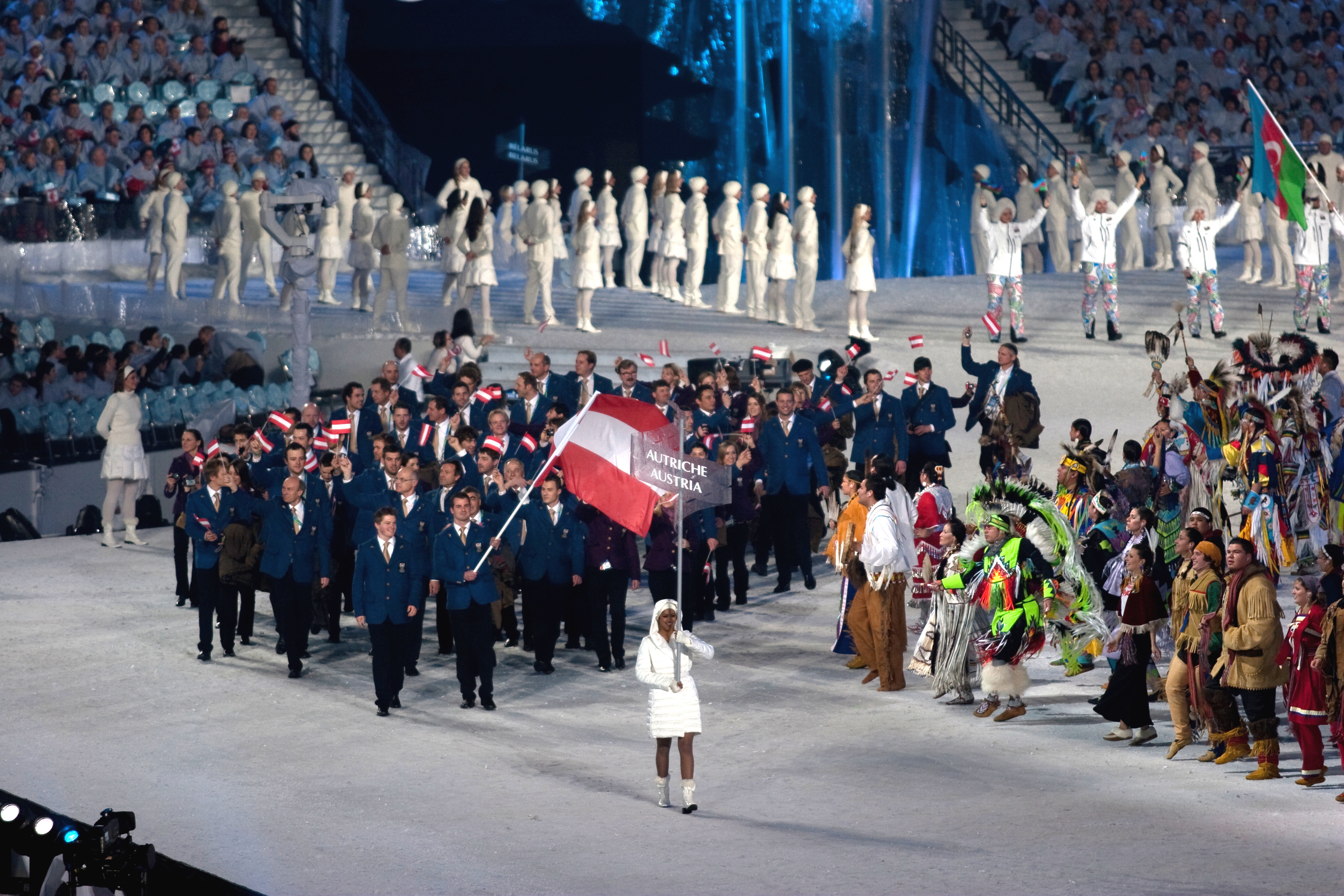
Entrée de la délégation autrichienne lors de la cérémonie d'ouverture.

Comme cela est de coutume, la Grèce, berceau des Jeux olympiques, ouvre le défilé des nations, tandis que le Canada, en tant que pays organisateur, ferme la marche. Les autres pays défilent par ordre alphabétique. L'Autriche est la huitième des 82 délégations à entrer dans le BC Place Stadium de Vancouver au cours du défilé des nations durant la cérémonie d'ouverture, après l'Australie et avant l'Azerbaïdjan. Cette cérémonie est dédiée au lugeur géorgien Nodar Kumaritashvili, mort la veille après une sortie de piste durant un entraînement. Le porte-drapeau du pays est le lugeur Andreas Linger, médaillé d'or aux Jeux de Turin en 2006.
Lors de la cérémonie de clôture qui se déroule également au BC Place Stadium, les porte-drapeaux des différentes délégations entrent ensemble dans le stade olympique et forment un cercle autour du chaudron abritant la flamme olympique. Le drapeau autrichien est alors porté par la lugeuse Nina Reithmayer, qui a remporté la médaille d'argent lors de ces Jeux.

## Médailles
- Liste des vainqueurs d'une médaille (par ordre chronologique)

### Or
| Sport              | Discipline                      | Sportifs                                                                | Performance    |
| Médailles d'or : 4 |                                 |                                                                         |                |
| Luge               | Double hommes                   | Andreas Linger Wolfgang Linger                                          | 1 min 22 s 705 |
| Ski alpin          | Super-G femmes                  | Andrea Fischbacher                                                      | 1 min 20 s 14  |
| Saut à ski         | Saut à ski par équipe           | Wolfgang Loitzl Andreas Kofler Thomas Morgenstern Gregor Schlierenzauer | 1107,9 points  |
| Combiné nordique   | Par équipe - Gundersen 4 × 5 km | Bernhard Gruber David Kreiner Felix Gottwald Mario Stecher              | 49 min 31 s 6  |

### Argent
| Sport                  | Discipline                    | Sportifs                                                           | Performance       |
| Médailles d'argent : 6 |                               |                                                                    |                   |
| Biathlon               | Poursuite 12,5 km homme       | Christoph Sumann                                                   | 33 min 54 s 9     |
| Luge                   | Simple femmes                 | Nina Reithmayer                                                    | 2 min 47 s 014    |
| Ski acrobatique        | Ski cross hommes              | Andreas Matt                                                       | Deuxième position |
| Biathlon               | Relais 4 × 7,5 km hommes      | Simon Eder Daniel Mesotitsch Dominik Landertinger Christoph Sumann | 1 h 22 min 16 s 7 |
| Ski alpin              | Slalom femmes                 | Marlies Schild                                                     | 1 min 43 s 32     |
| Snowboard              | Slalom géant parallèle hommes | Benjamin Karl                                                      | 2e position       |

### Bronze
| Sport                   | Discipline                    | Sportifs              | Performance   |
| Médailles de bronze : 7 |                               |                       |               |
| Saut à ski              | Petit tremplin individuel     | Gregor Schlierenzauer | 268,0 points  |
| Ski alpin               | Descente femmes               | Elisabeth Görgl       | 1 min 45 s 65 |
| Saut à ski              | Grand tremplin individuel     | Gregor Schlierenzauer | 262,2 points  |
| Ski alpin               | Slalom géant femmes           | Elisabeth Görgl       | 2 min 27 s 25 |
| Combiné nordique        | Individuel au grand tremplin  | Bernhard Gruber       | 25 min 43 s 7 |
| Snowboard               | Slalom géant parallèle femmes | Marion Kreiner        | 3e position   |
| Biathlon                | Départ groupé 15 km           | Christoph Sumann      | 36 min 01 s 6 |

## Engagés par sport

### Biathlon
Hommes
- Tobias Eberhard
- Simon Eder
- Dominik Landertinger
- Daniel Mesotitsch
- Friedrich Pinter
- Christoph Sumann

### Bobsleigh
Chez les hommes l'Autriche a deux quotas en bob à 4 et en bob à 2. Chez les femmes, l'Autriche a un quota en bob à 2.

### Combiné nordique
- Christoph Bieler
- Felix Gottwald  (par équipe)
- Bernhard Gruber (par équipe),  (grand tremplin individuel)
- David Kreiner  (par équipe)
- Mario Stecher  (par équipe)

### Curling
Les équipes masculine et féminine d'Autriche ne sont pas qualifiées pour la compétition.

### Hockey sur glace
L'équipe masculine est éliminée lors des qualifications olympiques finales. L'équipe féminine est éliminée lors du tournoi de pré-qualification.

### Luge
Femmes
- Veronika Halder
- Nina Reithmayer

Hommes
- Wolfgang Kindl
- Daniel Pfister
- Manuel Pfister

Double Hommes
- Andreas Linger et Wolfgang Linger
- Markus Schiegl et Tobias Schiegl

### Patinage artistique
L'Autriche a un qualifié pour l'épreuve hommes et une pour l'épreuve dames.
Femmes
- Miriam Ziegler

Hommes
- Viktor Pfeifer

### Saut à ski
- Martin Koch
- Andreas Kofler
- Wolfgang Loitzl
- Thomas Morgenstern
- Gregor Schlierenzauer  (petit tremplin individuel),  (grand tremplin individuel)

## Diffusion des Jeux en Autriche
Les Autrichiens peuvent suivre les épreuves olympiques en regardant la chaîne ORF 1, du groupe Österreichischer Rundfunk (ORF), ainsi que sur le câble et le satellite sur Eurosport. Eurosport, l'ORF et Eurovision permettent d'assurer la couverture médiatique autrichienne sur Internet.